# مؤسسة التنمية الأسرية
مؤسسة التنمية الأسرية (بـالإنجليزية: FAMILY DEVELOPMENT FOUNDATION) هي مؤسسة حكومية مستقلة غير ربحية، تتبع ديوان ولي العهد في إمارة أبوظبي، تم إنشاؤها سنة 2006م بناء على المرسوم الأميري رقم 11 لسنة 2006م الصادر من صاحب السمو الشيخ خليفة بن زايد آل نهيان بصفته رئيس الدولة آنذاك.
تهدف المؤسسة إلى رعاية وتنمية الأسرة بوجه عام والمرأة والطفل بوجه خاص، تأكيدا لدور الأسرة في التنشئة الاجتماعية وتحقيق رؤية شاملة في التعامل مع قضايا المرأة والطفل والتنمية المستدامة للأسرة، ضمانا لخلق مجتمع قادر على المنافسة بالعلم والمعرفة مع التطوير المستمر للقدرات والمهارات·
وتهتم المؤسسة على وجه الخصوص بتأصيل القيم الدينية وغرس التقاليد العربية الأصيلة لضمان استمرارية الأسرة وتماسك المجتمع، والعمل على مساعدة المرأة وتعزيز مكانتها لتمكينها من الإسهام الفاعل في حركة التنمية الاقتصادية والاجتماعية، وتبني أساليب مبتكرة لتنفيذ السياسات الرامية إلى رعاية وتنمية وتأهيل المرأة والطفل في اتساق مع السياسة الاجتماعية للدولة، ووضع الاستراتيجيات والخطط وتنفيذ البرامج المتخصصة في تنشئة ووقاية ورعاية الطفل وإعداده الجيد للمستقبل، واعتماد مبدأ العدل والمساواة بين الرجل والمرأة والشراكة في الأسرة، لمسايرة التنمية الشاملة والاهتمام بمحاربة الفقر وإتاحة الفرص أمام المرأة للمشاركة في سوق العمل، لزيادة دخل الأسرة واعتماد مشروعات الرعاية والإنماء الداعمة لمتطلبات الأمومة والطفولة، والدفاع عن حقوق المرأة في كافة المجالات بما يكفل لها حياة أسرية كريمة باعتبارها الخلية الأساسية للمجتمع·
كما تهتم المؤسسة بتوفير الرعاية للمسنين بكافة صورها وأشكالها، والعمل على استقطابهم للعيش في حياة اجتماعية مستقرة·
وتحل المؤسسة محل 'جمعية نهضة المرأة الظبيانية' وفروعها ومكاتبها والأندية التي ضمت إليها، وتؤول إليها جميع الأموال والممتلكات العقارية والمنقولة الخاصة بتلك الجهات، وتنتقل إليها كافة حقوقها والتزاماتها· وينقل إلى المؤسسة موظفو ومستخدمو جمعية نهضة المرأة الظبيانية وفروعها وكذا الجهات والنوادي التي ضمت إليها وذلك دون المساس بامتيازاتهم وحقوقهم·
"خليفة يصدر قانون إنشاء مؤسسة التنمية الأسرية". مؤرشف من الأصل في 2020-02-22. اطلع عليه بتاريخ 2020-02-22.</ref>
تتمحور أعمالها حول مجالات الأسرة والمرأة والطفل. أورد مجالات نشاط المؤسسة وصلاحياتها في:
- المساهمة في وضع الاستراتيجيات والإشراف على تنفيذها.
- تنفيذ التشريعات الاجتماعية واقتراح ما يلزم لتطويرها لضمان حقوق المرأة والطفل.
- وضع البرامج الخاصة بتحقيق التنمية المستدامة للأسرة والمرأة والطفل.

بذلك انطلقت عملية واسعة لدمج وإعادة هيكلة العمليات في:
- مدارس وحضانات
- مراكز تحفيظ القرآن
- نوادٍ للسيدات
- منتزه عام

والهدف من هذه العملية إيجاد مؤسسة تتسم بالقدرة والتميز والفعالية الريادية في مجال التنمية المستدامة للأسرة, بحيث تتعاون مع الجهات المحلية والاتحادية والجمعيات الأهلية المتخصصة:
- في كل ما من شأنه تنمية ورعاية الأسرة بمفهومها الشامل على نحو يحقق أهداف وغايات النهوض بالأسرة والمرأة والطفل.
- على إيجاد آليات ووسائل تعنى بشؤون الأسرة وتنسيق العمل بهدف تحقيق تكامل نوعي في خدمة الأسرة والمجتمع.
- في تبادل المعلومات والخبرات وتطوير وتنسيق مجالات العمل المشترك.

تنشط المؤسسة عبر شبكة واسعة من الفروع لتحقيق أهدافها بوسائل مختلفة, منها:
- مناقشة قضايا الأسرة والمرأة والطفل عبر المشاركة في المؤتمرات والندوات والاجتماعات المحلية والإقليمية والدولية المعنية.
- إقامة المعارض والمنتديات التي تساهم في تحقيق أهداف المؤسسة.
- اعتماد أفضل الممارسات العملية والعلوم الحديثة لإيجاد مبادرات تهدف لمعالجة الخلل والتشوهات التي تصيب الأسرة والمجتمع.
- الإشراف على حسن تنفيذ المبادرات ومتابعتها لتحقيق الأهداف المنشودة.
- إجراء الإحصائيات والمسوح والبحوث المتعلقة بشؤون الأسرة والمرأة والطفل.
- دراسة وتحليل الظواهر والمشكلات والتحديات التي تواجه الأسرة والمرأة والطفل حاضراً ومستقبلاً.
- نشر الوعي العلمي والديني والبيئي والصحي والاجتماعي إعداد المطبوعات والمنشورات المرئية والمسموعة والمقروءة، بما في ذلك الأشرطة والأفلام التي تتوافق مع أهداف المؤسسة.

## رؤية المؤسسة
التنمية الاجتماعية المستدامة لأسرة واعية ومجتمع متماسك.

## رسالة المؤسسة
الإسهام الحضاري في تطوير مجالات التنمية الاجتماعية المستدامة وتحقيق رفاه الأسرة والمجتمع بكفاءة عالية في الأداء المؤسسي التشاركي.

## برامج ومبادرات الدعم الاجتماعي للمؤسسة[3]
| ر.ت | اسم المبادرة                                                       | الغايات المنشودة |
| --- | ------------------------------------------------------------------ | --- |
| 1   | نادي أطفال وشباب الدار                                             | العمل على تطوير المهارات الحياتية والاجتماعية والابداعية الخاصّة بالأطفال والشباب، وتعزيز مهارات ريادة الأعمال لديهم، وأيضاً الأنشطة الرياضية وبرامج العمل التطوعي.                                                                                    |
| 2   | دورة المجلس الحواري لتعزيز جودة حياة الأسرة                        | من خلال عقد سلسلة الجلسات التفاعلية الحضورية لتطوير جودة حياة الأسرة. |
| 3   | الدورة التدريبية لتنمية المهارات الوالدية في مرحلة الطفولة المبكّرة | ترمي الدورة إلى إكساب الآباء مهارات فهم احتياجات وسلوكيات أطفالهم وآليات التعامل معهم في مرحلة الطفولة المبكّرة. |
| 4   | الدورة التدريبية لتنمية المهارات الوالدية في مرحلة المراهقة        | ترمي الدورة إلى إكساب الآباء مهارات فهم احتياجات وسلوكيات أطفالهم وآليات التعامل معهم في مرحلة الطفولة المبكّرة. |
| 5   | دورة إعداد المقبلين على الزواج                                     | تهدف إلى إكساب المستفيدين المعارف والمهارات اللازمة لبناء أسرة آمنة ومستقرة. |
| 6   | فعاليات دعم تماسك الأسرة                                           | من خلال التوعية والتثقيف بالحياة الأسرية لدعم استقرار الأسرة. |
| 7   | ورشة طفولة آمنة                                                    | إكساب الأطفال المعارف والمهارات التي تمكنك من حماية نفسك من الإساءة بكافة أشكالها |
| 8   | برنامج الاستشارة الاجتماعية                                        | عبر تقديم الاستشارات الاجتماعية في المجالات التربوية، الزوجية، الأسرية، والسلوكية والتي يقدمها مختصّو المجال، مع ضمان الخصوصية والسرية. |
| 9   | فعاليات ملتقى جودة حياة الأسرة                                     | يقدّم الملتقى أنشطة تفاعلية تشاركية بغية توفير وقت أسري نوعي، وتجديد الحياة والعلاقات الاجتماعية. |
| 10  | برنامج الرعاية الاجتماعية                                          | من أجل مساندة المستفيدين في الحفاظ على الاستقرار الاجتماعي. |
| 11  | ورشة التوازن بين الأسرة والعمل                                     | من خلال إكساب المشاركين مهارات تحقيق التوازن بين الأسرة والعمل. |
| 12  | مجلس الطفل الاجتماعي                                               | خلق فرص للأطفال ودعم روح الممثل داخلهم، والمساهمة في تحديد احتياجاتهم وتصميم برامج اجتماعية مناسبة لهم. |
| 13  | برنامج المساندة الاجتماعية لكبار المواطنين والمقيمين               | عبر تقديم المساندة الاجتماعية الوقائية لهذه الفئة. |
| 14  | فعاليات مكتبة زايد الانسانية                                       | من خلال إتاحة العديد من الأنشطة المختلفة في مكتبة زايد الانسانية. |
| 15  | نادي بركة الدار                                                    | توفّر العضوية فرصة المشاركة في مرافق ومنتديات النادي الأساسية طوال العام بما يتناسب مع احتياجات ومتطلبات المستفدين الحياتية، بما فيها المنتديات التالية: (المنتدى الصحي، منتدى التهيئة للتقاعد، منتدى سعادتي، المنتدى الاجتماعي، منتدى رواد الأعمال). |
| 16  | مجلس الحكماء                                                       | من خلال خلق فرص المشاركة المجتمعية والتطوعية وفق إمكانيات المستفيد وقدراته. |
| 17  | مبادرة سفير المسؤولية المجتمعية                                    | تتيح للمستفيد تطوير مهاراته ليكون سفيراً في أسرته، ولنشر ثقافة السعادة والإيجابية لديه لتعزيز جودة الحياة الاجتماعية. |
| 18  | خدمة بطاقة بركتنا                                                  | تتيح البطاقة فرصة الحصول على العديد من الخدمات والتسهيلات والخصومات المقدمة لكبار المواطنين والمقيمين من المؤسسات الحكومية وشبه الحكومية والقطاع الخاص، إضافة إلى الحصول على بطاقة خصومات فزعه.                                                      |
| 19  | ورشة التخطيط لمستقبلك الاجتماعي والمهني                            | تتيح الورشة للمستفيد مهارات التخطيط السليم لمستقبله الاجتماعي والمهني والموازنة بينهما. |
| 20  | ورشة مهارات التخطيط المالي السليم                                  | من أجل تنمية مهارات التخطيط المالي السليم لدى المستفيد، ولإكسابه المعارف والمهارات اللازمة. |
| 21  | برنامج 100 يوم للتحدي الرياضي                                      | من خلال جعل المستفيد متمرّساً في الأنشطة الرياضية اللازمة لتحسين نمط الحياة الصحية والنفسية. |
| 22  | ورش التأهيل الرقمي                                                 | من أجل تمكين المستفيد من التعامل مع الأنظمة الرقمية والانترنت ووسائل التواصل الاجتماعي. للأسر المنتجة وأصحاب المشاريع الصغيرة. |
| 23  | ورشة التميز في ريادة الأعمال                                       | تهدف إلى إكساب المستفيد مهارات ريادة الأعمال ومتطلبات التنافسية. |

## وصلات خارجية
الموقع الرسمي لمؤسسة التنمية الأسرية